# Quercylurus
Quercylurus es un género extinto de mamífero perteneciente a la familia Nimravidae. A igual que Pogonodon y Nimravus, vivió durante el Eoceno hace aproximadamente 30,8 millones de años.
Quercylurus hace parte de una familia de «falsos dientes de sable». Posiblemente es el nimrávido más grande que se conoce. Quercylurus tenía el mismo tamaño del oso pardo y era arborícola. Era un animal musculoso, de marcha plantígrada. Solo se conoce una especie del género Quercylurus major.

## Taxonomía
Quercylurus fue descrito por Ginsburg en 1979 y fue asignado a Felidae por Carroll en 1988.